# Weather Systems
Weather Systems is het negende studioalbum van de Britse rockband Anathema. Het album werd op 16 april 2012 uitgebracht en telt negen nummers.

## Beschrijving
Het album werd geproduceerd in samenwerking met de Noorse muziekproducent Christer-André Cederberg. Na het vertrek van keyboardspeler Les Smith kwam Daniel Cardoso bij de band als live optredend artiest.
Het album bevat de single "Untouchable, Part 2" die op 17 september 2013 werd uitgebracht.
Weather Systems bereikte de negende plek in de Poolse hitlijsten. In Nederland kwam het album op de 18e plek in de Album Top 100.
Het album kwam ook uit als speciale editie in dvd-formaat met 5.1 surround sound.

## Nummers
Het album bevat de volgende nummers:
| 1.                 | Untouchable, Part 1         | 6:14 |
| 2.                 | Untouchable, Part 2         | 5:33 |
| 3.                 | The Gathering of the Clouds | 3:27 |
| 4.                 | Lightning Song              | 5:25 |
| 5.                 | Sunlight                    | 4:55 |
| 6.                 | The Storm Before the Calm   | 9:23 |
| 7.                 | The Beginning and the End   | 4:53 |
| 8.                 | The Lost Child              | 7:02 |
| 9.                 | Internal Landscapes         | 8:52 |
| Totale duur: 55:44 |                             |      |

## Medewerkers
- Vincent Cavanagh – zang, gitaren, keyboards
- Daniel Cavanagh – zang, gitaren, basgitaar, keyboards, piano
- John Douglas – drums, keyboards
- Lee Douglas – zang, achtergrondzang
- Jamie Cavanagh – basgitaar
- Christer-André Cederberg – productie, mixage